# Kirkwood Inn & Saloon

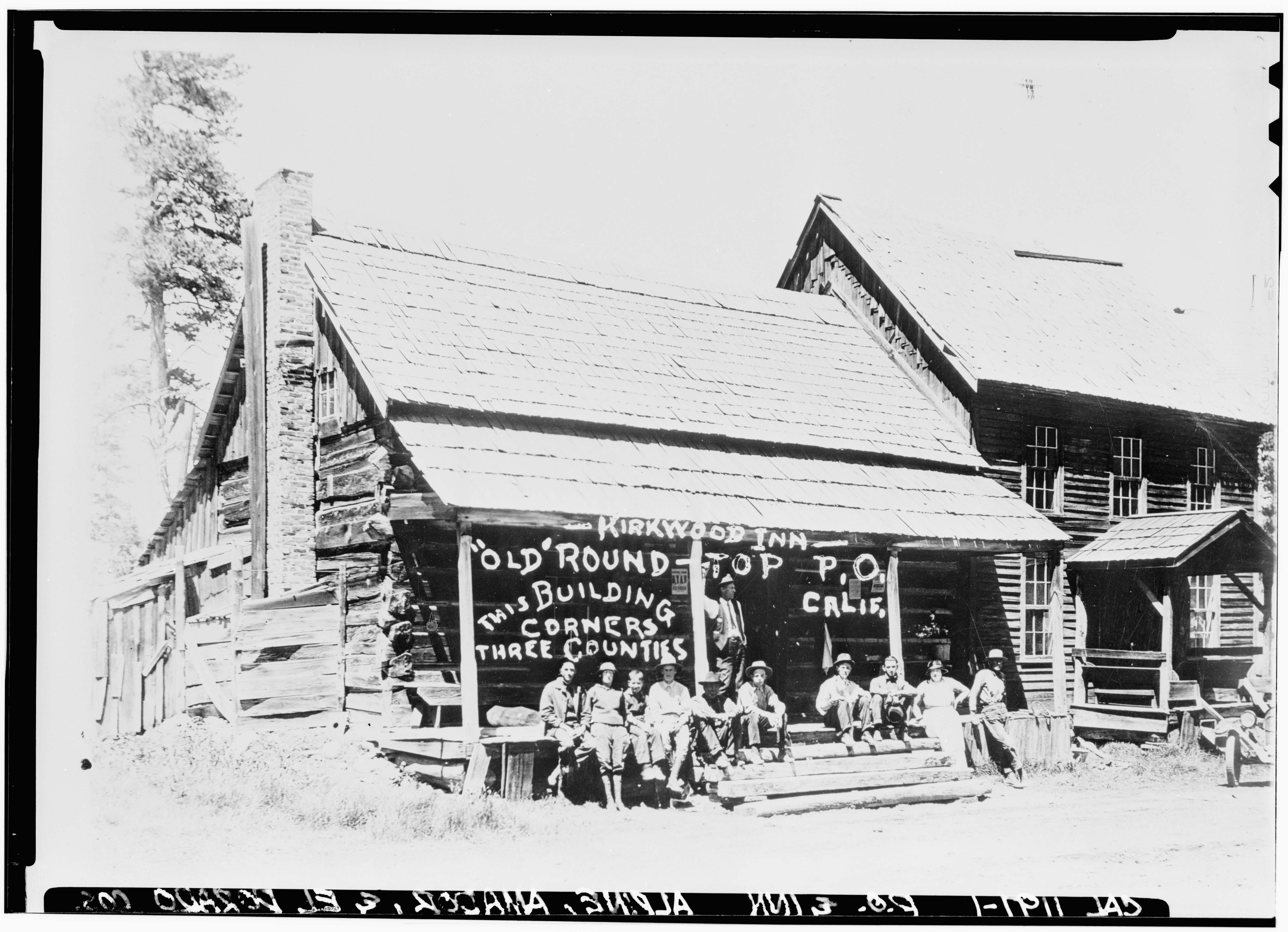
De Kirkwood Inn in 1940

De Kirkwood Inn & Saloon is een historisch bouwwerk en restaurant in het bergdorp Kirkwood, in de Amerikaanse staat Californië. De rustieke herberg werd in 1863/1864 door Zachary Kirkwood gebouwd op de grens van drie county's: Alpine, Amador en El Dorado County. Hij diende doorheen de jaren als stopplaats voor reizigers, saloon, herberg, postkantoor en restaurant. De zaak wordt nog altijd uitgebaat en is nu eigendom van het wintersportgebied Kirkwood Mountain Resort, dat zo'n 1,5 kilometer verder zuidwaarts ligt. Het bouwwerk – deels blokhut, deels getimmerd – is erkend als California Historical Landmark.